# 하녀 (2009년 영화)
하녀(La Nana, The Maid)는 멕시코에서 제작된 세바스찬 실바 감독의 2009년 드라마 영화이다. 카탈리나 사베드라 등이 주연으로 출연하였다.

## 출연

### 주연
- 카탈리나 사베드라
- 클라우디아 셀레돈

### 조연
- 마리아나 로욜라
- 애니타 리브스
- 루이스 무노즈
- 루이스 두보

## 제작진
- 공동제작: 이사 구에라
- 공동제작: 에드가 산 후안